# Fynn Seidel
Fynn Seidel (* 31. Januar 2004 in Chemnitz) ist ein deutscher Fußballspieler, der ab Sommer 2025 bei der BSG Chemie Leipzig unter Vertrag steht.

## Karriere
Seidel begann seine fußballerische Karriere beim VfL 05 Hohenstein-Ernstthal, ehe er zum Oberlungwitzer SV wechselte. 2015 verpflichtete ihn der Chemnitzer FC, für die er ab 2019 in der Mannschaft der B-Junioren spielte. 2019/20 spielte er bereits 20 Mal für B-Junioren, wobei er sieben Mal treffen konnte und zwei Tore vorlegte. Nach der Saison wechselte er zur SpVgg Unterhaching, wo er bei der U17 unterschrieb. Er spielte dort auch zunächst in der U17, wo er ein Tor in fünf Spielen machte. Am 27. Januar 2021 (21. Spieltag) debütierte er bereits für die Profis, als er in der 3. Liga für Lucas Hufnagel eingewechselt wurde.
Mit diesem Einsatz wurde er der jüngste Spieler der Drittligageschichte und löste damit seinen Mannschaftskollegen Viktor Zentrich ab. Diesen Rekord verlor er im August 2021 an Abdoulaye Kamara von Borussia Dortmund II.
Im Sommer 2023 wechselte er in die Regionalliga Nord zum SV Meppen.
Nach nur einem Jahr beim SV Meppen wechselte er im Sommer 2024 zurück in die 3. Liga zur SpVgg Unterhaching.
Im Januar 2025 wechselte er zurück zum Chemnitzer FC, seinem Heimatverein. Im Sommer 2025 wechselte er zu Ligakonkurrent BSG Chemie Leipzig.